# Charles de Chauton
Charles de Chauton, né le 12 février 1894 à La Chapelle-Taillefert et mort le 22 juillet 1972 à Carcarès-Sainte-Croix, est un fonctionnaire et historien local français.

## Biographie
Charles de Chauton né le 12 février 1894 à La Chapelle-Taillefert. Il est issu « d'une longue lignée de noblesse de robe » de la sénéchaussée d'Albret et de son siège, Tartas (plusieurs de ces ancêtres ont fait partie de son conseil municipal). Son grand-père est médecin militaire puis médecin civil à Tartas et son père est officier. Il souhaite devenir archiviste-paléographe, mais la Première Guerre mondiale l'empêche de rejoindre l'école nationale des chartes. Au début de la guerre, il devient éclaireur dans le 8e régiment de chasseurs à cheval. En mars 1915, il perd sa main. Il est décoré de la croix de guerre 1914-1918 et la médaille militaire. Après la guerre, infirme, il s'implique auprès des anciens combattants et des victimes de guerre. Il prépare une licence de droit. Il devient surnuméraire de l'Enregistrement et termine sa carrière de fonctionnaire en tant qu'inspecteur principal des Domaines à Bordeaux.
Retraité en 1950, il s'installe dans la demeure familiale de Malet à Carcarès-Sainte-Croix. Pendant une vingtaine d'années, il exploite les archives familiales et publie 40 articles dédiés à l'histoire de la région de Tartas dans le Bulletin de la Société de Borda, société dont il est membre du conseil à partir de 1957 et président d'honneur à partir de 1966. Il meurt le 12 février 1894 à Carcarès-Sainte-Croix.

## Publications
- « Trois fils d'Arnault Chauton de Bourdenave à la guerre : Ligue d'Augsbourg (1688-1697) ; Succession d'Espagne (1701-1714) », Bulletin de la Société de Borda,‎ 1958, p. 265-293 (SUDOC 227541391).
- « Sainte-Croix : Le camp et la motte : La seigneurie et ses barons : La paire de landiers », Bulletin de la Société de Borda,‎ 1965, p. 113-150 (SUDOC 136171737).
- « Un Rapt de violence : le procès du curé de Momuy (1778) », Bulletin de la Société de Borda,‎ 1972 (SUDOC 019132336).